# Космические инженеры
«Космические инженеры» («Инженеры космоса» , англ. Cosmic Engineers) — первый фантастический роман американского писателя Клиффорда Саймака.

## Первые публикации
Впервые опубликован в 1939 в трёх выпусках журнала  Astounding (февраль-март-апрель 1939), переработан и издан отдельной книгой в 1950.

## Сюжет
Действие происходит в 70 веке н.э. Группа землян спасает девушку, пробудившихся от анабиоза длительностью тысячу лет, и которая может телепатически общаться с инопланетянами. С этими инопланетянами они, в итоге, объединяют усилия для предотвращения столкновения одной вселенной с другой.

## Отзывы критиков
Грофф Конклин писал после книжной публикации, что «роман имеет старомодное и несколько буйное действие, которое, тем не менее, довольно приятно», и хоть он заметно уступает поздним работам Саймака и других ведущих авторов, это лишь свидетельство роста самого автора и жанра в целом.
Деймон Найт же назвал его халтурой, которую не следовало переиздавать после журнальной публикации, отмечая, что структура романа напоминает рассказ для детей и «чтобы полностью добить читателя, действие без видимой причины перемещено в 70-е века н. э., но все персонажи разговаривают, мыслят и действуют в точности, как американцы 1930-х из среднего класса и со средним интеллектом».